# Ana Hormigo
Ana Hormigo (Castelo Branco, 13 de abril de 1981) é uma judoca internacional portuguesa que competia nas categorias de -48 kg e de -52 kg. Natural de Castelo Branco, fez grande parte do seu percurso académico e desportivo na sua terra natal.
Conquistou diversos títulos nacionais e várias medalhas em provas nacionais e internacionais. Foi medalha de bronze no Campeonato da Europa de Seniores em Lisboa 2008 e foi diploma olímpico nos Jogos Olímpicos Pequim 2008 (7°lugar), na categoria -48 kg.
Em 2011 venceu a Taça do Mundo de Praga (República Checa) e a Taça do Mundo de Lisboa. 
De 2012 a 2014 e de 2017 a 2022 foi selecionadora nacional sénior e sub 23 da equipa feminina. 
Foi treinadora olímpica nos Jogos Olímpicos de Tóquio 2020 e Paris 2024. Treinou atletas como Telma Monteiro, Joana Ramos, Patrícia Sampaio, Bárbara Timo e Rochele Nunes. 
Fundou em 2012 o seu próprio clube, a Associação Escola de Judo Ana Hormigo, onde tem ao seu encargo mais de 300 atletas de diversas idades.
Foi coordenadora da secção de judo do Sport Lisboa e Benfica de novembro 2021 a novembro de 2024.  

## Pódios sénior

### 2011
- Medalha de ouro, categoria de menos de -48 kg no Mundial de Lisboa
- Medalha de ouro, categoria de menos de -48 kg na Taça do Mundo de Praga

### 2010
- Medalha de bronze, categoria de menos de -52 kg no Campeonato Português em Lisboa
- Medalha de ouro, categoria de menos de -52 kg na Taça da Europa de Marbella
- Medalha de ouro, categoria de menos de -52 kg no Torneio Internacional Kiyoshi Kobayashi

### 2008
- Medalha de ouro, categoria de menos de -52 kg no Campeonato Português em Lisboa
- Medalha de ouro, categoria de menos de -52 kg no Torneio Internacional Kiyoshi Kobayashi
- Medalha de prata, categoria de menos de -52 kg na Taça do Mundo de Bucareste
- Medalha de bronze, categoria de menos de -48 kg nos Campeonatos Europeus de Lisboa
- Medalha de bronze, categoria de menos de -48 kg na Taça do Mundo de Sófia

### 2007
- Medalha de bronze, categoria de menos de -48 kg na Supertaça do Mundo de Roterdão
- Medalha de prata, categoria de menos de -48 kg na Taça do Mundo de Tallinn

### 2006
- Medalha de ouro, categoria de menos -48 kg no Campeonato Português em Lisboa

### 2005
- Medalha de ouro, categoria de menos de -52 kg no Torneio Internacional Kiyoshi Kobayashi
- Medalha de bronze, categoria de menos de -48 kg na Taça do Mundo de Tampere
- Medalha de prata, categoria de menos de -48 kg na Taça do Mundo de Leonding